# New York, I Love You
New York, I Love You (prt: New York, I Love You; bra: Nova York, Eu Te Amo) é um filme franco-filme estadunidense de 2009, do gênero comédia dramático-romântica, composto por onze curtas-metragens, cada um de um diretor — Jiang Wen, Mira Nair, Shunji Iwai, Yvan Attal, Brett Ratner, Allen Hughes, Shekhar Kapur, Natalie Portman, Fatih Akin, Joshua Marston e Randall Balsmeyer.
Os curtas se relacionam de alguma forma com o tema do amor, e estão situados entre os cinco distritos da cidade de Nova York. 
É o segundo longa-metragem da franquia Cities of Love, criada e produzida por Emmanuel Benbihy, sucedendo a Paris, je t'aime (2006), que teve a mesma estrutura porém com uma diferença: os curtas de Nova York, I Love You têm um fio condutor — um cinegrafista que filma os outros personagens.
New York, I Love You estreou no Festival Internacional de Cinema de Toronto em 2008 e foi lançado nos Estados Unidos em 16 de outubro de 2009 onde arrecadou US$1,588,015. Estreou dia 5 de novembro de 2009 em Portugal, e em 18 de dezembro de 2009 no Brasil. É dirigido por diversos diretores e reúne grandes atores do cinema como Bradley Cooper, Shia LaBeouf, Natalie Portman, Anton Yelchin, Hayden Christensen, Orlando Bloom, Irrfan Khan, Rachel Bilson, Chris Cooper, Andy García, Christina Ricci, John Hurt, Cloris Leachman, Robin Wright, Julie Christie, Maggie Q, Ethan Hawke, James Caan, Shu Qi e Eli Wallach, entre muitos outros.
Um episódio da série Netflix Master of None é nomeado e estruturado baseado em New York, I Love You. Como o filme, o episódio segue a vida de vários nova-iorquinos, embora as histórias do episódio não sejam exclusivamente sobre romance.

## História
New York, I Love You é uma obra composta por onze curtas-metragens, cada segmento durando cerca de 10 minutos. Foi gravado em cinco bairros diferentes de Nova York. O filme é semelhante a Paris, je t'aime, filme de 2006, que conta pequenas histórias que acontecem na cidade de Paris.

## Elenco e equipe
A seguir, o elenco e a equipe de dez segmentos de Nova York, I Love You, com o segmento de transição dirigido por Randy Balsmeyer:
| Segmento   | Diretor         | Escritor                                      | Atores |
| ---------- | --------------- | --------------------------------------------- | --- |
| 1          | Jiang Wen       | Hu Hong & Meng Yao Adaptação: Israel Horovitz | Hayden Christensen como Ben Andy García como Garry Rachel Bilson como Molly                                      |
| 2          | Mira Nair       | Suketu Mehta                                  | Natalie Portman como Rifka Malone Irrfan Khan como Mansuhkhbai                                                   |
| 3          | Shunji Iwai     | Adaptação: Israel Horovitz                    | Orlando Bloom como David Cooler Christina Ricci como Camille                                                     |
| 4          | Yvan Attal      | Olivier Lecot                                 | Maggie Q como Janice Taylor Ethan Hawke como escritor Chris Cooper como Alex Robin Wright Penn como Anna         |
| 5          | Brett Ratner    | Jeff Nathanson                                | Anton Yelchin como Boy James Caan como Mr. Riccoli Olivia Thirlby como atriz Blake Lively como Gabrielle DiMarco |
| 6          | Allen Hughes    | Xan Cassavetes & Stephen Winter               | Bradley Cooper como Gus Drea de Matteo como Lydia                                                                |
| 7          | Shekhar Kapur   | Anthony Minghella                             | Julie Christie como Isabelle John Hurt como Bellhop Shia LaBeouf como Jacob                                      |
| 8          | Natalie Portman | Natalie Portman                               | Taylor Geare como Teya Carlos Acosta como Dante Jacinda Barrett como Maggie                                      |
| 9          | Fatih Akın      | Fatih Akın                                    | Uğur Yücel como Painter Shu Qi como herborista chinesa Burt Young como Landlord                                  |
| 10         | Joshua Marston  | Joshua Marston                                | Eli Wallach como Abe Cloris Leachman como Mitzie                                                                 |
| transições | Randy Balsmeyer | Hall Powell, Israel Horovitz & James Strouse  | Emilie Ohana como Zoe, a vídeo artista Eva Amurri como Sarah Justin Bartha como Justin                           |

## Recepção
O filme recebeu críticas mistas dos críticos, com uma classificação de 49/100 em Metacritic, indicando "revisões mistas ou médias" (com base em 26 críticos). Rotten Tomatoes informou que 35% dos críticos deram ao filme críticas positivas com base em 96 avaliações com uma pontuação média de 5/10.
A. O. Scott do The New York Times deu ao filme uma crítica mista alegando "Não que os 11 curtas em New York, I Love You são tão ruins assim. Afinal de contas, é uma cidade de boa aparência, mesmo que o horizonte intersticial e as montagens de tráfego montadas por Randy Balsmeyer sejam tão frescas quanto os cartões-postais à venda na Times Square”. Lou Lumenick do New York Post deu ao filme 1 estrela alegando "havia dois segmentos adicionais que foram cortados desde então. Então você terá que esperar pelo DVD para ver o quão ruim é a estreia na direção de Scarlett Johansson". Ainda de acordo com o New York Post, o trabalho de Johansson foi rejeitado pelos produtores por ser "conceitual" demais em relação ao resto dos segmentos românticos, que foram dirigidos por diretores diferentes, "A história não envolvia necessariamente um relacionamento, e foi idealizado para ser em preto e branco, duas características que se afastam bastante do resto dos outros segmentos", disse o produtor Benbihy que ainda afirmou que o curta de Johansson era uma narrativa "emocionante e não convencional", e que não se harmonizaria com o resto da obra.